# Șkadretî, Lohvîțea
Șkadretî (în ucraineană Шкадрети) este un sat în comuna Vîrișalne din raionul Lohvîțea, regiunea Poltava, Ucraina.

## Demografie
Componența lingvistică a localității Șkadretî
     Ucraineană (85,19%)
     Rusă (12,96%)
     Alte limbi (0,62%)
Conform recensământului din 2001, majoritatea populației localității Șkadretî era vorbitoare de ucraineană (85,19%), existând în minoritate și vorbitori de rusă (12,96%).